# Nati il 22 luglio
| Questa pagina contiene informazioni ricavate automaticamente dalle voci biografiche con l'ausilio del template Bio e di un bot. L'aggiornamento è periodico e automatico e ricostruisce completamente la pagina. Se manca una persona in questa lista, sei pregato di non aggiungerla, ma accertati piuttosto che la sua voce biografica contenga il template Bio e che i dati anagrafici siano correttamente compilati. Se il template Bio manca, inseriscilo tu stesso o, in alternativa, metti l'avviso {{tmp\|Bio}} che ne segnala la mancanza. Se i dati riportati sono sbagliati, correggi direttamente la voce biografica; le modifiche saranno visibili in questa lista entro pochi giorni. Per chiarimenti vedi il progetto biografie. La lista contiene solo le 1.088 persone che sono citate nell'enciclopedia e per le quali è stato implementato correttamente il template Bio. Pagina aggiornata al 17 ago 2025. |

## XII secolo(1)
- 1136 - Guglielmo d'Angiò, nobile normanno († 1164)

## XIII secolo(1)
- 1210 - Giovanna d'Inghilterra, regina († 1238)

## XIV secolo(1)
- 1361 - Carlo III di Navarra, sovrano († 1425)

## XV secolo(1)
- 1478 - Filippo I d'Asburgo, duca († 1506)

## XVI secolo(10)
- 1510 - Alessandro de' Medici, sovrano italiano († 1537)
- 1535 - Caterina Stenbock, regina svedese († 1621)
- 1551 - Jean Héroard, medico, veterinario e anatomista francese († 1628)
- 1556 - Ottone Enrico del Palatinato-Sulzbach, nobile († 1604)
- 1559 - Lorenzo da Brindisi, presbitero, teologo e santo italiano († 1619)
- 1571 - Giovanni Battista Caccia, nobile italiano († 1609)
- 1576 - Juan Pedro Fontanella, giurista spagnolo († 1649)
- 1587 - Apolinario de Almeida, arcivescovo cattolico e missionario portoghese († 1638)
- 1596 - Michele di Russia, sovrano († 1645)
- 1597 - Virgilio Mazzocchi, compositore italiano († 1646)

## XVII secolo(15)
- 1602 - Jean Du Breuil, scrittore, saggista e matematico francese († 1670)
- 1615 - Salvator Rosa, pittore, incisore e poeta italiano († 1673)
- 1615 - Margherita di Lorena, principessa († 1672)
- 1618 - Johan Nieuhof, viaggiatore, esploratore e disegnatore olandese († 1672)
- 1621 - Anthony Ashley-Cooper, I conte di Shaftesbury, politico inglese († 1683)
- 1627 - Casimiro di Lippe-Brake, conte tedesco († 1700)
- 1638 - Theodor Kerckring, anatomista e chimico olandese († 1693)
- 1647 - Margherita Maria Alacoque, monaca cristiana e mistica francese († 1690)
- 1658 - Fulvio Salvi, vescovo cattolico italiano († 1727)
- 1668 - Joseph Le Moyne de Sérigny, militare francese († 1734)
- 1671 - Luigi Rodolfo di Brunswick-Lüneburg, duca tedesco († 1735)
- 1676 - Giovanni Andrea Tria, filosofo, teologo e arcivescovo cattolico italiano († 1761)
- 1689 - Szymon Czechowicz, pittore polacco († 1775)
- 1690 - Alderano I Cybo-Malaspina, sovrano italiano († 1731)
- 1690 - Mondilio Orsini, patriarca cattolico italiano († 1751)

## XVIII secolo(35)
- 1713 - Jacques-Germain Soufflot, architetto francese († 1780)
- 1716 - Jan Jakub Zamoyski, nobile e politico polacco († 1790)
- 1719 - Giovanni Morosini, vescovo cattolico italiano († 1789)
- 1723 - Teresa Emanuela di Baviera, nobile tedesca († 1743)
- 1724 - Giovanni Jacopo Dionisi, letterato, critico letterario e religioso italiano († 1808)
- 1727 - Filippo Sforza Cesarini, IV principe di Genzano, principe italiano († 1764)
- 1733 - Michail Michajlovič Ščerbatov, politico e storico russo († 1790)
- 1735 - Girolamo Saladini, matematico italiano († 1813)
- 1740 - Francesco Saverio Gualtieri, vescovo cattolico italiano († 1831)
- 1742 - Vincenzo Guarana, pittore italiano († 1815)
- 1745 - François-Jean Willemain d'Abancourt, poeta, scrittore e drammaturgo francese († 1803)
- 1751 - Carolina Matilde di Hannover, sovrana danese († 1775)
- 1756 - Jeanne de Saint-Rémy de Valois, nobildonna francese († 1791)
- 1757 - Alexander Ball, ammiraglio britannico († 1809)
- 1757 - Jean-Joseph Espercieux, scultore francese († 1840)
- 1761 - Girolamo Serra, politico e storico italiano († 1837)
- 1762 - Pietro Mazzucchelli, filologo e bibliografo italiano († 1829)
- 1763 - Hugues-Bernard Maret, politico e diplomatico francese († 1839)
- 1764 - Paolino Caliari, pittore italiano († 1835)
- 1766 - Franz Xaver Süßmayr, compositore e musicista austriaco († 1803)
- 1770 - Jean Maximilien Lamarque, generale francese († 1832)
- 1772 - Luigi Giannone, patriota italiano († 1867)
- 1775 - Gaspard de Prony, ingegnere, matematico e musicologo francese († 1839)
- 1776 - Federico di Hohenzollern-Hechingen, principe († 1838)
- 1778 - Innocenzo Odescalchi, IV principe Odescalchi, nobile italiano († 1833)
- 1779 - Giuseppe Marzari Pencati, geologo e botanico italiano († 1836)
- 1781 - Vincenzo Massi, arcivescovo cattolico italiano († 1841)
- 1784 - Friedrich Wilhelm Bessel, matematico, astronomo e geodeta tedesco († 1846)
- 1785 - Salomon-Guillaume Counis, pittore svizzero († 1859)
- 1791 - Giuseppe Bianchetti, letterato e politico italiano († 1872)
- 1795 - Gabriel Lamé, matematico e fisico francese († 1870)
- 1796 - Carlo Pepoli, poeta, politico e librettista italiano († 1881)
- 1798 - Gabriele Smargiassi, pittore italiano († 1882)
- 1799 - Pauline Marie Jaricot, religiosa francese († 1862)
- 1800 - Jakob Lorber, mistico, scrittore e musicista sloveno († 1864)

## XIX secolo(148)
- 1802 - Giuseppe Magagnini, compositore italiano († 1885)
- 1803 - Eugène Isabey, pittore e incisore francese († 1886)
- 1804 - Victor Schoelcher, politico e imprenditore francese († 1893)
- 1804 - Francesco Maria Serra, politico italiano († 1884)
- 1806 - Gabriel Laviron, pittore, critico d'arte e rivoluzionario francese († 1849)
- 1806 - Johann Kaspar Zeuss, storico e filologo tedesco († 1856)
- 1808 - James Hope Grant, generale britannico († 1875)
- 1813 - Salvatore Meluzzi, organista, compositore e direttore di coro italiano († 1897)
- 1814 - Giovanni Secondi, politico italiano († 1902)
- 1815 - Ernest Goüin, ingegnere e imprenditore francese († 1885)
- 1815 - Agostino Nardella, brigante italiano († 1861)
- 1815 - Olimpia Rossi Savio, scrittrice e nobile italiana († 1889)
- 1817 - Théodore Herlin, compositore di scacchi francese († 1889)
- 1818 - Thomas Stevenson, ingegnere britannico († 1887)
- 1819 - Bénita Anguinet, illusionista francese († 1887)
- 1819 - Ernest Cosson, botanico francese († 1889)
- 1820 - Louis Powell Harvey, politico statunitense († 1862)
- 1821 - Cesare Dell'Acqua, pittore e illustratore italiano († 1905)
- 1821 - Andrea Gloria, paleografo e storico italiano († 1911)
- 1821 - Jan Van Beers, poeta belga († 1888)
- 1822 - Luigi Arditi, violinista, compositore e direttore d'orchestra italiano († 1903)
- 1822 - Josef Haltrich, antropologo e scrittore rumeno († 1886)
- 1823 - Raphaël Bischoffsheim, banchiere, politico e mecenate francese († 1906)
- 1824 - Alessandro Mazzucchetti, ingegnere italiano († 1894)
- 1826 - Julius Stockhausen, baritono e insegnante tedesco († 1906)
- 1827 - Valerio Laspro, arcivescovo cattolico italiano († 1914)
- 1827 - Johannes Steen, politico norvegese († 1906)
- 1831 - Josef Hoffmann, pittore austriaco († 1904)
- 1831 - Andrej Nikolaevič Korf, generale russo († 1893)
- 1831 - Kōmei, imperatore giapponese († 1867)
- 1831 - Giovanni Battista Lusiardi, patriota italiano († 1871)
- 1832 - Colin Archer, ingegnere navale norvegese († 1921)
- 1833 - Friedrich Hultsch, storico, filologo classico e matematico tedesco († 1906)
- 1837 - Franz Behr, compositore tedesco († 1898)
- 1837 - Robert Giffen, economista e statistico scozzese († 1910)
- 1839 - Jakob Hurt, teologo, linguista e pastore protestante estone († 1907)
- 1842 - Carlo Buttini, avvocato e politico italiano († 1901)
- 1843 - Onorato Comini, politico italiano († 1913)
- 1843 - Giuseppe Gattini, politico e storico italiano († 1917)
- 1844 - William Archibald Spooner, presbitero inglese († 1930)
- 1846 - Alfred Perceval Graves, scrittore irlandese († 1931)
- 1846 - Algernon Seymour, XV duca di Somerset, nobile britannico († 1923)
- 1847 - Vladimir Michajlovič Golicyn, politico russo († 1932)
- 1848 - Adolfo Federico V di Meclemburgo-Strelitz, sovrano tedesco († 1914)
- 1848 - Arthur James Balfour, politico britannico († 1930)
- 1848 - Marc-Edmond Dominé, militare francese († 1921)
- 1848 - Lucien Fugère, baritono francese († 1935)
- 1848 - Enrico Quajat, entomologo italiano († 1914)
- 1849 - Emma Lazarus, poetessa statunitense († 1887)
- 1849 - Frederick Maddison, calciatore inglese († 1907)
- 1850 - Enrico Barberi, scultore italiano († 1941)
- 1850 - Marco Calderini, pittore e scrittore italiano († 1941)
- 1850 - Alfred Smedberg, insegnante e scrittore svedese († 1925)
- 1852 - Charles Hoadley Ashe Ross, tennista britannico († 1911)
- 1853 - Alfred Messel, architetto tedesco († 1909)
- 1855 - Vittorio Camerana, generale italiano († 1923)
- 1855 - Octave Van Rysselberghe, architetto belga († 1929)
- 1856 - Octave Hamelin, filosofo francese († 1907)
- 1857 - Giuseppe Tarantino, filosofo italiano († 1950)
- 1858 - Philipp Heck, giurista tedesco († 1943)
- 1858 - Joaquim de Araújo, poeta, scrittore e giornalista portoghese († 1917)
- 1860 - Paul Gustave Fischer, pittore danese († 1934)
- 1860 - Frederick Rolfe, scrittore e fotografo inglese († 1913)
- 1860 - Vincenzo Simoncelli, giurista, politico e filantropo italiano († 1917)
- 1860 - Peter Hermann Stillmark, farmacologo tedesco († 1923)
- 1862 - Evelyn Baldwin, esploratore statunitense († 1933)
- 1862 - Cosmo Duff-Gordon, schermidore britannico († 1931)
- 1862 - Charles Léandre, pittore e litografo francese († 1934)
- 1864 - Asclepia Gandolfo, generale italiano († 1925)
- 1864 - Maria Martinetti, pittrice italiana († 1921)
- 1864 - José María Rubio y Peralta, presbitero e gesuita spagnolo († 1929)
- 1866 - Adrien Guyon, schermidore francese († 1926)
- 1866 - Albéric Ruzette, politico belga († 1929)
- 1867 - Gustave Le Rouge, scrittore francese († 1938)
- 1867 - Charles-Albert-Joseph Lecomte, vescovo cattolico francese († 1934)
- 1870 - Tita Gori, pittore italiano († 1941)
- 1873 - Ettore Pozzoli, pianista e compositore italiano († 1957)
- 1875 - Hermann Bauer, ammiraglio tedesco († 1958)
- 1875 - Gustavo Ghidini, avvocato e politico italiano († 1965)
- 1876 - Gwen John, pittrice gallese († 1939)
- 1877 - Gian Giorgio Trissino, cavaliere italiano († 1963)
- 1878 - Lucien Febvre, storico francese († 1956)
- 1878 - Janusz Korczak, pedagogista, scrittore e medico polacco († 1942)
- 1880 - Marija Nikolaevna Kuznecova, soprano e ballerina russa († 1966)
- 1881 - Mabel Parton, tennista britannica († 1962)
- 1881 - Bolesław Wieniawa-Długoszowski, generale, diplomatico e poeta polacco († 1942)
- 1882 - Edward Hopper, pittore e illustratore statunitense († 1967)
- 1882 - Carlo Siviero, pittore italiano († 1953)
- 1883 - Michele Bianchi, politico, sindacalista e giornalista italiano († 1930)
- 1883 - Rinaldo Pellegrini, medico italiano († 1977)
- 1883 - Enrico Tamanini, politico italiano († 1972)
- 1885 - Salvatore Giuliano, militare italiano († 1938)
- 1885 - Henry Goldsmith, canottiere britannico († 1915)
- 1886 - Theodor Morell, medico tedesco († 1948)
- 1886 - Emidio Mucci, librettista e musicologo italiano († 1977)
- 1886 - Hella Wuolijoki, scrittrice, imprenditrice e politica finlandese († 1954)
- 1887 - Robert Burnett, ammiraglio britannico († 1959)
- 1887 - Gustav Hertz, fisico tedesco († 1975)
- 1887 - Otto Roettig, generale tedesco († 1966)
- 1888 - Mario Carusi, politico italiano
- 1889 - Luigi Barnabò, arbitro di calcio italiano († 1960)
- 1889 - Georges Bonnet, politico francese († 1973)
- 1889 - Cesare Colombo, militare italiano († 1916)
- 1889 - Morris Fishbein, medico e editore statunitense († 1976)
- 1889 - Wassili Luckhardt, architetto tedesco († 1972)
- 1889 - James Whale, regista britannico († 1957)
- 1890 - Robert Anderson, attore danese († 1963)
- 1890 - Lucien Gamblin, calciatore e giornalista francese († 1972)
- 1890 - Rose Kennedy, filantropa statunitense († 1995)
- 1890 - Pierre Pascal, storico, slavista e traduttore francese († 1983)
- 1891 - Ely Culbertson, giocatore di bridge statunitense († 1955)
- 1891 - Carmelo Floris, pittore e incisore italiano († 1960)
- 1891 - James Leo Meehan, regista e sceneggiatore statunitense († 1943)
- 1891 - Mario Silla, politico, partigiano e antifascista italiano († 1977)
- 1892 - Giovanni Bernocco, politico italiano
- 1892 - Franco Sartori, pianista e compositore italiano († 1965)
- 1892 - Arthur Seyss-Inquart, politico, avvocato e criminale di guerra austriaco († 1946)
- 1893 - Raffaele Boschini, artista e pittore italiano († 1960)
- 1893 - Giovanni Vincenzo Cima, giornalista italiano († 1968)
- 1893 - Paolo Alfonso Farinet, politico italiano († 1974)
- 1893 - Dagoberto Godoy, militare e aviatore cileno († 1960)
- 1893 - Jesse Haines, giocatore di baseball e allenatore di baseball statunitense († 1978)
- 1893 - Thomas Walter Manson, presbitero e biblista britannico († 1958)
- 1893 - Vivian Martin, attrice statunitense († 1987)
- 1894 - Gustaf Carlson, calciatore svedese († 1942)
- 1894 - Oskar Maria Graf, scrittore tedesco († 1967)
- 1894 - Vladimir Karpovič Kotlinskij, militare russo († 1915)
- 1894 - María Sabina, poetessa messicana († 1985)
- 1895 - León de Greiff, poeta e diplomatico colombiano († 1976)
- 1895 - Gian Claudio Gherardini, generale italiano († 1971)
- 1895 - Hans Rosbaud, direttore d'orchestra austriaco († 1962)
- 1895 - Pavel Osipovič Suchoj, ingegnere aeronautico sovietico († 1975)
- 1896 - Brian Robertson, I barone Robertson, generale inglese († 1974)
- 1896 - Enrico Greppi, medico italiano († 1969)
- 1896 - Phil Jutzi, regista, direttore della fotografia e sceneggiatore tedesco († 1946)
- 1896 - Vladimir Michajlovič Petrov, regista cinematografico russo († 1966)
- 1897 - Maurice Beaudier, calciatore francese († 1932)
- 1897 - Francesco Morando, calciatore italiano († 1980)
- 1897 - Willy Schwabacher, numismatico tedesco († 1972)
- 1898 - Stephen Vincent Benét, poeta e scrittore statunitense († 1943)
- 1898 - Alexander Calder, scultore statunitense († 1976)
- 1898 - Miriam O'Brien Underhill, alpinista, ambientalista e attivista statunitense († 1976)
- 1899 - Sobhuza II dello Swaziland, sovrano swazilandese († 1982)
- 1899 - Domingo Tejera, calciatore uruguaiano († 1969)
- 1900 - Arturo Colombi, politico, sindacalista e partigiano italiano († 1983)
- 1900 - José Fontanet, pallanuotista spagnolo († 1941)
- 1900 - Corrado Fruttero, compositore italiano († 1930)
- 1900 - Irene Guest, nuotatrice statunitense († 1970)

## XX secolo(858)
- 1901 - Giuseppe Berti, politico italiano († 1979)
- 1901 - Toshiji Kamohara, ittiologo giapponese († 1972)
- 1901 - Charles Weidman, ballerino statunitense († 1975)
- 1902 - Reinhold Baer, matematico tedesco († 1979)
- 1902 - Daniel Mainwaring, scrittore e sceneggiatore statunitense († 1977)
- 1902 - Andrés Mazali, calciatore uruguaiano († 1975)
- 1903 - Anton Saefkow, politico tedesco († 1944)
- 1903 - Mario Siletti, attore italiano († 1964)
- 1903 - Charles "Bud" Taylor, pugile statunitense († 1962)
- 1903 - Mario Zanello, calciatore italiano († 1981)
- 1903 - Johannes de Klerk, politico sudafricano († 1979)
- 1904 - Donald Olding Hebb, psicologo canadese († 1985)
- 1905 - Robert Danielsen, calciatore norvegese († 1973)
- 1905 - Louis Diage, scenografo statunitense († 1979)
- 1905 - Franco Montanari, diplomatico italiano († 1973)
- 1905 - Wolfgang Paalen, pittore e scultore austriaco († 1959)
- 1906 - Marguerite Renoir, montatrice francese († 1987)
- 1906 - Richard Webster Lawrence, bobbista statunitense († 1974)
- 1906 - Luigi Montanarini, pittore italiano († 1998)
- 1907 - Aldo Donelli, allenatore di football americano e calciatore statunitense († 1994)
- 1907 - Phillips Holmes, attore statunitense († 1942)
- 1907 - Romualdas Marcinkus, aviatore, calciatore e allenatore di calcio lituano († 1944)
- 1907 - Renato Marino Mazzacurati, scultore e pittore italiano († 1969)
- 1907 - Aldo Patocchi, incisore, giornalista e illustratore svizzero († 1986)
- 1908 - Claire Falkenstein, artista statunitense († 1997)
- 1908 - John Sutton, attore britannico († 1963)
- 1909 - Licia Albanese, soprano italiano († 2014)
- 1909 - Daniel Barrow, canottiere statunitense († 1993)
- 1909 - Giuseppe Bigogno, calciatore e allenatore di calcio italiano († 1978)
- 1909 - Lal Bokhari, hockeista su prato indiano († 1959)
- 1909 - Alfrēds Cimmers, calciatore lettone
- 1909 - Dorino Serafini, pilota motociclistico e pilota automobilistico italiano († 2000)
- 1910 - Thomas Owen, scrittore belga († 2002)
- 1910 - Pauline Gower, aviatrice e scrittrice britannica († 1947)
- 1910 - Francesco Santoro, militare e aviatore italiano († 1943)
- 1910 - Ruthie Tompson, artista statunitense († 2021)
- 1911 - Albert Friscia, disegnatore, pittore e scultore statunitense († 1989)
- 1911 - Theo Herckenrath, ciclista su strada belga († 1973)
- 1911 - José María Lemus, militare e politico salvadoregno († 1993)
- 1911 - Lili Muráti, attrice ungherese († 2003)
- 1911 - Helen Schnabel, pianista e docente statunitense († 1974)
- 1912 - Paola Barbara, attrice italiana († 1989)
- 1912 - Clyde Coombs, psicologo statunitense († 1988)
- 1912 - Stephen Gilbert, scrittore irlandese († 2010)
- 1912 - Dino Olivetti, ingegnere e imprenditore italiano († 1976)
- 1912 - Luana Walters, attrice statunitense († 1963)
- 1913 - Gorni Kramer, direttore d'orchestra, compositore e arrangiatore italiano († 1995)
- 1914 - Giovanni Bersani, politico italiano († 2014)
- 1914 - Hortensia Bussi, first lady cilena († 2009)
- 1914 - Lionel Casson, storico e docente statunitense († 2009)
- 1914 - Charles Regnier, attore, sceneggiatore e regista tedesco († 2001)
- 1915 - Lida Ferro, attrice italiana († 2012)
- 1915 - Edoardo Galimberti, calciatore italiano († 1995)
- 1915 - Walter Garavelli, politico italiano († 2013)
- 1915 - Maximino García, pallanuotista e nuotatore uruguaiano
- 1915 - John Head, allenatore di pallacanestro statunitense († 1980)
- 1915 - Armando Renzi, compositore, pianista e direttore d'orchestra italiano († 1985)
- 1916 - Bert Barlow, calciatore inglese († 2004)
- 1916 - Gino Bianco, pilota automobilistico brasiliano († 1984)
- 1916 - Marcel Cerdan, pugile francese († 1949)
- 1916 - Irene Galitzine, stilista russa († 2006)
- 1916 - Rawdon Middleton, militare e aviatore australiano († 1942)
- 1916 - David Rokeah, poeta israeliano († 1985)
- 1917 - Pentti Aalto, linguista finlandese († 1998)
- 1917 - Harold Dash, pallanuotista statunitense († 1980)
- 1917 - Maxine Mitchell, schermitrice statunitense († 1991)
- 1917 - Robert Naeye, ciclista su strada, pistard e dirigente sportivo belga († 1988)
- 1918 - Howard Wallace Crossett, bobbista statunitense († 1968)
- 1918 - Raffaello Lospinoso Severini, avvocato e politico italiano († 1981)
- 1919 - Giampiero Carocci, storico italiano († 2017)
- 1919 - Heinz Kucharski, antifascista tedesco († 2000)
- 1920 - Cor Kint, nuotatrice olandese († 2002)
- 1920 - Vladimír Perk, calciatore cecoslovacco († 1998)
- 1920 - Francesco Pezzino, sindacalista e politico italiano († 1993)
- 1920 - Lyde Posti Cuneo, scrittrice italiana († 2007)
- 1920 - René Quitral, calciatore cileno († 1982)
- 1920 - Herbert Tillemann, cestista estone († 1943)
- 1921 - Umberto Bernardini, generale e aviatore italiano († 2010)
- 1921 - Stefano Giovannone, militare e agente segreto italiano († 1985)
- 1921 - Semёn Isaevič Tumanov, regista sovietico († 1973)
- 1922 - Patricia Canning Todd, tennista statunitense († 2015)
- 1922 - Francesco Cosentino, politico italiano († 1985)
- 1922 - Julia Farron, ballerina britannica († 2019)
- 1922 - María Lagunes, scultrice messicana († 2024)
- 1922 - Roger Quinche, calciatore svizzero († 1982)
- 1922 - Ralph Sazio, giocatore di football americano, allenatore di football americano e dirigente sportivo italiano († 2008)
- 1923 - Walter Ballmer, grafico svizzero († 2011)
- 1923 - Mukesh, cantante indiano († 1976)
- 1923 - Carlo Colombetti, calciatore italiano
- 1923 - Marino Dalmonte, partigiano italiano († 1944)
- 1923 - Alberto De Negri, calciatore italiano
- 1923 - Bob Dole, politico, militare e avvocato statunitense († 2021)
- 1923 - César Ardavin, regista e sceneggiatore spagnolo († 2002)
- 1923 - Isao Kimura, attore giapponese († 1981)
- 1923 - The Fabulous Moolah, wrestler statunitense († 2007)
- 1923 - Rolando Rubalcava, cestista messicano († 1996)
- 1923 - Nettie Witziers-Timmer, velocista olandese († 2005)
- 1923 - Roland de Candé, musicologo, compositore e critico musicale francese († 2013)
- 1924 - Adam Galos, storico polacco († 2013)
- 1924 - Al Haig, pianista statunitense († 1982)
- 1924 - Georges Moreel, calciatore francese († 2003)
- 1924 - Margaret Whiting, cantante statunitense († 2011)
- 1925 - Joseph Sargent, regista, attore e produttore televisivo statunitense († 2014)
- 1925 - Hal Schaefer, musicista statunitense († 2012)
- 1925 - Mimmo Surace, cantante e compositore italiano († 2013)
- 1926 - Bryan Forbes, attore, sceneggiatore e regista britannico († 2013)
- 1926 - Bernhardt J. Hurwood, scrittore statunitense († 1987)
- 1926 - Wolfgang Iser, anglista tedesco († 2007)
- 1926 - James Innell Packer, teologo canadese († 2020)
- 1926 - Stjepko Težak, linguista croato († 2006)
- 1927 - Gianfranco Conti Persini, politico italiano († 2001)
- 1927 - Johan Ferner, velista norvegese († 2015)
- 1927 - Pierre Granier-Deferre, regista e sceneggiatore francese († 2007)
- 1927 - George Hunter, pugile sudafricano († 2004)
- 1927 - Albert Meister, sociologo svizzero († 1982)
- 1927 - Dagoberto Moll, allenatore di calcio e ex calciatore uruguaiano
- 1927 - Nev Munro, cestista canadese († 2003)
- 1928 - Orson Bean, attore, doppiatore e personaggio televisivo statunitense († 2020)
- 1928 - Robert Bergland, politico statunitense († 2018)
- 1928 - Nedelčo Beronov, politico e giurista bulgaro († 2015)
- 1928 - Steingrímur Hermannsson, politico islandese († 2010)
- 1928 - Alfred Hilbe, politico liechtensteinese († 2011)
- 1928 - Jimmy Hill, calciatore e allenatore di calcio inglese († 2015)
- 1928 - Mara Mauri, cantante italiana
- 1929 - John Barber, pilota automobilistico britannico († 2015)
- 1929 - Vladimir Zacharovič Dovgan', regista sovietico († 2006)
- 1929 - Kiichirō Furukawa, astronomo giapponese († 2016)
- 1929 - Marcia Henderson, attrice statunitense († 1987)
- 1929 - Perry Lopez, attore statunitense († 2008)
- 1929 - Vivien Merchant, attrice britannica († 1982)
- 1929 - Pietro Oldani, calciatore italiano († 2012)
- 1930 - Ferruccio Amendola, attore, doppiatore e direttore del doppiaggio italiano († 2001)
- 1930 - Eugenio Borgna, psichiatra e saggista italiano († 2024)
- 1930 - Nikolaj Krogius, scacchista russo († 2022)
- 1930 - Sebastiano Mannironi, sollevatore italiano († 2015)
- 1930 - Umberto Motto, ex calciatore italiano
- 1930 - Nicola Novali, calciatore italiano († 2006)
- 1931 - Michele Achilli, politico e urbanista italiano († 2023)
- 1931 - Ignacio Alustiza, calciatore spagnolo († 2006)
- 1931 - Paolo Chiarini, germanista e traduttore italiano († 2012)
- 1931 - Riane Eisler, sociologa e saggista statunitense
- 1931 - Bob Knights, pallanuotista britannico († 2011)
- 1931 - Guido de Marco, politico maltese († 2010)
- 1931 - Giorgio Pes, designer italiano († 2010)
- 1932 - Vok Alberda, ex cestista olandese
- 1932 - Henri Crick, ex cestista belga
- 1932 - Nino Randazzo, politico italiano († 2019)
- 1932 - Oscar de la Renta, stilista dominicano († 2014)
- 1932 - Tom Robbins, scrittore statunitense († 2025)
- 1932 - Megan Terry, drammaturga e sceneggiatrice statunitense († 2023)
- 1933 - Jesús Castro, calciatore uruguaiano († 1988)
- 1933 - Giuseppe Antonio Dal Maso, politico italiano
- 1933 - Jana Rabasová, ginnasta cecoslovacca († 2008)
- 1933 - C. V. Sridhar, regista, sceneggiatore e produttore cinematografico indiano († 2008)
- 1933 - István Szimcsák, calciatore ungherese († 2003)
- 1934 - Adivije Alibali, ballerina e attrice albanese
- 1934 - Raniero Cantalamessa, cardinale, teologo e predicatore italiano
- 1934 - Danny Clapton, calciatore inglese († 1986)
- 1934 - Junior Cook, sassofonista statunitense († 1992)
- 1934 - Louise Fletcher, attrice statunitense († 2022)
- 1934 - Ann Howard, mezzosoprano britannico († 2014)
- 1934 - Leon Rotman, ex canoista rumeno
- 1934 - Mario Vinci, scultore italiano († 2018)
- 1935 - Mel Brown, cestista canadese († 2019)
- 1935 - Grover Dale, attore, ballerino e coreografo statunitense
- 1935 - Fernando Ghia, produttore cinematografico italiano († 2005)
- 1935 - Ron Springett, calciatore inglese († 2015)
- 1935 - Jakov Vladimirov, compositore di scacchi russo
- 1936 - John Albrechtson, velista svedese († 1985)
- 1936 - John Korty, regista, montatore e sceneggiatore statunitense († 2022)
- 1936 - Juan Seminario, ex calciatore peruviano
- 1936 - Gian Franco Svidercoschi, giornalista e scrittore italiano
- 1936 - Gabriella Uluhogian, filologa e linguista italiana († 2016)
- 1937 - Sylvio Back, regista, scrittore e poeta brasiliano
- 1937 - Dave Gunther, cestista e allenatore di pallacanestro statunitense († 2024)
- 1937 - Adrienne Hill, attrice britannica († 1997)
- 1937 - Augusto Illuminati, filosofo, attivista e docente italiano
- 1937 - Paul Kozlicek, calciatore austriaco († 1999)
- 1937 - Jean-Claude Lebaube, ciclista su strada francese († 1977)
- 1937 - Hiro Matsuda, wrestler giapponese († 1999)
- 1937 - Maurizio Seymandi, conduttore televisivo, autore televisivo e paroliere italiano
- 1937 - Enrico Spinosi, calciatore e allenatore di calcio italiano († 2018)
- 1937 - Sam Stith, ex cestista statunitense
- 1938 - Paolo Agostinacchio, politico italiano († 2024)
- 1938 - Martino Canessa, vescovo cattolico italiano
- 1938 - Brian Gallagher, calciatore inglese († 2011)
- 1938 - Elena Mannini, costumista italiana († 2024)
- 1938 - Mark Rakita, ex schermidore sovietico
- 1938 - Terence Stamp, attore britannico
- 1938 - Ričardas Tamulis, pugile lituano († 2008)
- 1939 - Warda Al-Jazairia, cantante, musicista e attrice algerina († 2012)
- 1939 - Gila Almagor, attrice e scrittrice israeliana
- 1939 - Ermanno Cressoni, architetto e designer italiano († 2005)
- 1939 - Raymond Flynn, politico, diplomatico e ex cestista statunitense
- 1939 - Mildred Loving, attivista statunitense († 2008)
- 1939 - Quincy Troupe, poeta, scrittore e giornalista statunitense
- 1940 - Sisto Enrico di Borbone-Parma, nobile spagnolo
- 1940 - Emery Kabongo Kanundowi, arcivescovo cattolico della Repubblica Democratica del Congo
- 1940 - Gianfranco Palmery, poeta, saggista e traduttore italiano († 2013)
- 1940 - Paolo Pietroni, giornalista, drammaturgo e scrittore italiano
- 1940 - Bobby Rascoe, cestista statunitense († 2024)
- 1940 - Maria Tore Barbina, poetessa italiana († 2007)
- 1940 - Alex Trebek, conduttore televisivo canadese († 2020)
- 1940 - Vera Tschechowa, attrice e produttrice cinematografica tedesca († 2024)
- 1940 - Bake Turner, giocatore di football americano statunitense
- 1941 - Massimo Ammaniti, psicanalista, docente e scrittore italiano
- 1941 - Vaughn Bodé, disegnatore statunitense († 1975)
- 1941 - George Clinton, cantante e produttore discografico statunitense
- 1941 - Gary Myers, modello e attore australiano
- 1942 - Michael Abney-Hastings, XIV conte di Loudoun, nobile britannico († 2012)
- 1942 - Toyohiro Akiyama, giornalista e astronauta giapponese
- 1942 - Jennifer Bassey, attrice statunitense
- 1942 - Paolo Bordoni, pianista italiano († 2022)
- 1942 - Salvatore D'Erasmo, giurista e dirigente d'azienda italiano
- 1942 - Peter Habeler, alpinista austriaco
- 1942 - Anthony James, attore statunitense († 2020)
- 1942 - Philippe Kourilsky, biologo, genetista e immunologo francese
- 1943 - Kay Bailey Hutchison, politica statunitense
- 1943 - Valerio Bianchini, allenatore di pallacanestro italiano
- 1943 - Pete Dexter, scrittore, giornalista e sceneggiatore statunitense
- 1943 - Masaru Emoto, saggista e pseudoscienziato giapponese († 2014)
- 1943 - Jesús Juárez Párraga, arcivescovo cattolico spagnolo
- 1943 - Bobby Sherman, cantante e attore statunitense († 2025)
- 1943 - Barka Sy, ex velocista senegalese
- 1944 - Joyce Barclay, ex tennista britannica
- 1944 - Gianni Colombo, ex calciatore italiano
- 1944 - Rick Davies, musicista britannico
- 1944 - Mike Dennis, ex giocatore di football americano statunitense
- 1944 - Stefania Fuscagni, politica italiana
- 1944 - Peter Jason, attore statunitense († 2025)
- 1944 - Giancarlo Santelli, attore, artista e artigiano italiano († 2020)
- 1944 - Ibrahim Sunday, allenatore di calcio e ex calciatore ghanese
- 1944 - Georg Michael Welzel, criminale tedesco orientale († 1974)
- 1944 - Micha van Hoecke, coreografo, regista teatrale e ballerino belga († 2021)
- 1945 - Dan Barzily, ex cestista israeliano
- 1945 - Adele Goldberg, informatica statunitense
- 1945 - Peter Klein, produttore teatrale statunitense
- 1946 - Giovanni Ardemagni, allenatore di calcio e ex calciatore italiano
- 1946 - Maurizio Bianconi, politico italiano
- 1946 - Danny Glover, attore e attivista statunitense
- 1946 - Dante Maiani, allenatore di calcio e ex calciatore sammarinese
- 1946 - Mireille Mathieu, cantante francese
- 1946 - Turlough O'Connor, allenatore di calcio e ex calciatore irlandese
- 1946 - Petre Roman, politico, ingegnere e docente rumeno
- 1946 - Paul Schrader, regista, sceneggiatore e critico cinematografico statunitense
- 1946 - Jacques Sylla, politico malgascio († 2009)
- 1946 - Johnson Toribiong, politico palauano
- 1946 - Francesco Zuddas, politico italiano († 2011)
- 1947 - Albert Brooks, attore, sceneggiatore e regista statunitense
- 1947 - J. Kenneth Campbell, attore statunitense
- 1947 - Gilles Duceppe, politico canadese
- 1947 - Erica Gavin, attrice e stilista statunitense
- 1947 - Don Henley, cantante e polistrumentista statunitense
- 1947 - Mihaela Peneș, giavellottista rumena († 2024)
- 1947 - Curt Weldon, politico statunitense
- 1948 - Massimo Bizzarri, cantautore e compositore italiano
- 1948 - Philip Chase Bobbitt, saggista e politologo statunitense
- 1948 - George William Casey Jr., generale statunitense
- 1948 - Cathy Ferguson, ex nuotatrice statunitense
- 1948 - Herbert Henck, pianista e compositore tedesco († 2025)
- 1948 - S. E. Hinton, scrittrice statunitense
- 1948 - John Larson, politico statunitense
- 1948 - Vincenzo Lippolis, giurista e docente italiano
- 1948 - Ana Isabel de Palacio y del Valle Lersundi, politica, docente e avvocato spagnola
- 1948 - Francesco Polidori, imprenditore e diplomatico italiano
- 1948 - Yves-Thibault de Silguy, dirigente d'azienda e politico francese
- 1948 - Guillermo Leon Saenz, rivoluzionario colombiano († 2011)
- 1948 - Toshio Tamogami, ex militare giapponese
- 1948 - Cecilia Vicuña, artista, poetessa e attivista cilena
- 1948 - Otto Waalkes, cantante, showman e attore tedesco
- 1949 - Ab Gritter, calciatore e allenatore di calcio olandese († 2008)
- 1949 - Florence Lacey, attrice e contralto statunitense
- 1949 - Claudio Macciò, ex calciatore italiano
- 1949 - Antonio Marangolo, compositore, sassofonista e arrangiatore italiano
- 1949 - Alan Menken, compositore, pianista e direttore d'orchestra statunitense
- 1949 - Valerio Morucci, ex brigatista italiano
- 1949 - Olle Schmidt, politico svedese
- 1949 - Óscar Varona, ex cestista cubano
- 1949 - Lasse Virén, ex mezzofondista, ex maratoneta e politico finlandese
- 1949 - Ninoslav Zec, ex calciatore serbo
- 1950 - Nelsinho Baptista, allenatore di calcio e ex calciatore brasiliano
- 1950 - Fred McNair, ex tennista statunitense
- 1950 - Gianfranco Motta, allenatore di calcio e ex calciatore italiano
- 1950 - Piergiorgio Negrisolo, ex calciatore italiano
- 1950 - Claudio Pedrotti, politico e ingegnere italiano
- 1950 - Miloslava Rezková, altista cecoslovacca († 2014)
- 1951 - Ghaleb Moussa Abdalla Bader, arcivescovo cattolico giordano
- 1951 - Mario Barbi, politico italiano
- 1951 - Roberto Barbolini, critico letterario, critico teatrale e scrittore italiano
- 1951 - Giovanni Battaglin, ex ciclista su strada italiano
- 1951 - Richard Bennett, chitarrista, compositore e produttore discografico statunitense
- 1951 - J.V. Cain, giocatore di football americano statunitense († 1979)
- 1951 - Daniele, monaco cristiano e arcivescovo ortodosso rumeno
- 1951 - Tisa Farrow, attrice statunitense († 2024)
- 1951 - Clotilde Fasolis, ex sciatrice alpina e golfista italiana
- 1951 - Marte Samson, ex cestista filippino
- 1951 - Slick Watts, cestista statunitense († 2025)
- 1952 - Bird Averitt, cestista statunitense († 2020)
- 1952 - Azmi Bishara, politico palestinese
- 1952 - Françoise Bourdin, scrittrice e sceneggiatrice francese († 2022)
- 1952 - Madeleine Collinson, attrice e modella maltese († 2014)
- 1952 - Agustín Gisasola, ex calciatore spagnolo
- 1952 - Fausto Longo, politico italiano
- 1952 - Roberto Stella, medico italiano († 2020)
- 1952 - Lorenzo Suraci, imprenditore e produttore discografico italiano
- 1953 - Paolo Frescura, cantautore, compositore e editore musicale italiano
- 1953 - Brian Howe, cantautore e polistrumentista britannico († 2020)
- 1953 - Paolo Monello, politico italiano
- 1953 - René Vandereycken, allenatore di calcio e ex calciatore belga
- 1954 - Dainis Bremze, ex slittinista sovietico
- 1954 - Maurizio Cevenini, politico italiano († 2012)
- 1954 - Al Di Meola, chitarrista, compositore e produttore discografico statunitense
- 1954 - Steve LaTourette, politico e avvocato statunitense († 2016)
- 1954 - Tiziano Manfrin, calciatore italiano († 2012)
- 1954 - Lonette McKee, attrice, regista e sceneggiatrice statunitense
- 1954 - Giancarlo Soldi, regista e sceneggiatore italiano
- 1954 - Stu Wilson, rugbista a 15 neozelandese († 2025)
- 1954 - Giovanni Ziggiotto, pilota motociclistico italiano († 1977)
- 1955 - Mauro Cardi, compositore italiano
- 1955 - Filippo Ceccarelli, giornalista e scrittore italiano
- 1955 - Willem Dafoe, attore statunitense
- 1955 - Arnold Davidson, filosofo statunitense
- 1955 - Valter Girardelli, ammiraglio italiano
- 1955 - Elena Pontiggia, critica d'arte e storica dell'arte italiana
- 1955 - Juanjo Puigcorbé, attore spagnolo
- 1955 - Manuela Wiesler, flautista austriaca († 2006)
- 1956 - Massimo Carlotto, scrittore, drammaturgo e giornalista italiano
- 1956 - Patricia Emonet, ex sciatrice alpina francese
- 1956 - Emidio Oddi, allenatore di calcio e ex calciatore italiano
- 1956 - Mick Pointer, batterista britannico
- 1956 - Mario Sánchez, ex arbitro di calcio cileno
- 1956 - Riccardo Tomasini, ex fondista e nuotatore italiano
- 1956 - Joško Vlašić, ex multiplista jugoslavo
- 1957 - Andrej Borejko, direttore d'orchestra russo
- 1957 - David Santee, ex pattinatore artistico su ghiaccio statunitense
- 1957 - Harri Stojka, chitarrista austriaco
- 1957 - Takashi Watanabe, animatore e character designer giapponese
- 1958 - Iva Bittová, violinista, cantante e compositrice ceca
- 1958 - Nicola Gratteri, magistrato e saggista italiano
- 1958 - Tatsunori Hara, giocatore di baseball e allenatore di baseball giapponese
- 1958 - Sævar Jónsson, ex calciatore islandese
- 1958 - Renata Kronberger, ex cestista tedesca
- 1958 - Stanislav Leonovič, pattinatore artistico su ghiaccio sovietico († 2022)
- 1958 - Anna Lundén, ex cestista svedese
- 1958 - Silvana Mura, politica italiana
- 1958 - Jaime Pacheco, allenatore di calcio e ex calciatore portoghese
- 1958 - Cristina Tomasini, ex mezzofondista italiana
- 1958 - David Von Erich, wrestler statunitense († 1984)
- 1959 - Giuseppe Carletti, ex sciatore alpino italiano
- 1959 - Peter Carruthers, ex pattinatore artistico su ghiaccio statunitense
- 1959 - Greg Costikyan, autore di giochi, autore di videogiochi e scrittore statunitense
- 1959 - Bonnie Dasse, ex pesista statunitense
- 1959 - Walter Delle Case, ex ciclista su strada italiano
- 1959 - Jon Oliva, cantante e tastierista statunitense
- 1959 - Bryan Warrick, ex cestista statunitense
- 1960 - Gary Bannister, ex calciatore inglese
- 1960 - Felice Maurizio D'Ettore, politico italiano († 2024)
- 1960 - Torben Grael, velista brasiliano
- 1960 - Johanne James, batterista, compositore e produttore discografico britannico
- 1960 - John Leguizamo, attore, sceneggiatore e comico colombiano
- 1960 - António Leitão, mezzofondista portoghese († 2012)
- 1960 - Djamel Menad, calciatore e allenatore di calcio algerino († 2025)
- 1960 - Andrzej Pałasz, ex calciatore polacco
- 1961 - Angelo Mariano Fabiani, dirigente sportivo italiano
- 1961 - Salvo Guglielmino, giornalista e scrittore italiano
- 1961 - Pascal Jules, ciclista su strada francese († 1987)
- 1961 - Stefan Mau, ex giocatore di football americano e allenatore di football americano tedesco
- 1961 - Patrick McDonough, ex pistard statunitense
- 1961 - Christophe Mirmand, funzionario, politico e prefetto francese
- 1961 - Porfirije, arcivescovo ortodosso serbo
- 1961 - Luis Resto, produttore discografico, paroliere e compositore statunitense
- 1961 - Keith Sweat, cantautore, produttore discografico e conduttore radiofonico statunitense
- 1962 - Steve Albini, produttore discografico, chitarrista e cantante statunitense († 2024)
- 1962 - Simone Braglia, dirigente sportivo, allenatore di calcio e ex calciatore italiano
- 1962 - Joan Carreras i Goicoechea, scrittore, giornalista e sceneggiatore spagnolo
- 1962 - Jacques Glassmann, ex calciatore francese
- 1962 - Jean-Claude Leclercq, ex ciclista su strada francese
- 1962 - Roman Madjanov, attore russo († 2024)
- 1962 - Rena Owen, attrice neozelandese
- 1962 - Alvin Robertson, ex cestista statunitense
- 1962 - Gennadij Sidorov, attore e regista sovietico († 2011)
- 1962 - Karen Summer, attrice pornografica statunitense († 2023)
- 1962 - Zhang Huikang, ex calciatore cinese
- 1962 - Pieter De Crem, politico belga
- 1963 - Eddie Anderson, ex giocatore di football americano statunitense
- 1963 - Giancarlo Boncori, ex giocatore di calcio a 5 e calciatore italiano
- 1963 - Emilio Butragueño, dirigente sportivo e ex calciatore spagnolo
- 1963 - Gillian Coultard, ex calciatrice inglese
- 1963 - Rob Estes, attore statunitense
- 1963 - Joanna Going, attrice statunitense
- 1963 - Olivier Gourmet, attore belga
- 1963 - James Jebbia, imprenditore e stilista inglese
- 1963 - Valerio Lazzeri, vescovo cattolico svizzero
- 1963 - Luca Tiraboschi, dirigente d'azienda e scrittore italiano
- 1964 - Rafael Addison, ex cestista statunitense
- 1964 - Will Calhoun, batterista statunitense
- 1964 - Elvira Fortunato, fisica e politica portoghese
- 1964 - Dana Dragomir, musicista e compositrice svedese
- 1964 - Adam Godley, attore britannico
- 1964 - Renato Gotti, ex mezzofondista e fondista di corsa in montagna italiano
- 1964 - Ryūji Ishizue, allenatore di calcio e ex calciatore giapponese
- 1964 - Bonnie Langford, attrice e ballerina britannica
- 1964 - Giampaolo Pinna, allenatore di calcio e ex calciatore italiano
- 1964 - Kai Rautio, ex hockeista su ghiaccio finlandese
- 1964 - Miroslav Tanjga, allenatore di calcio e ex calciatore serbo
- 1964 - David Spade, comico, cabarettista e attore statunitense
- 1965 - Robert Aderholt, politico e avvocato statunitense
- 1965 - Chin Su-li, ex cestista taiwanese
- 1965 - Giovanni Cornacchini, allenatore di calcio e ex calciatore italiano
- 1965 - Cinzia Corrado, cantante italiana
- 1965 - Claudio D'Amico, politico italiano
- 1965 - Karl Koch, hacker tedesco († 1989)
- 1965 - Patrick Labyorteaux, attore statunitense
- 1965 - Shawn Michaels, ex wrestler statunitense
- 1965 - Mario Tabares, ex tennista cubano
- 1966 - Tim Brown, ex giocatore di football americano statunitense
- 1966 - Javier García-Chico, ex astista spagnolo
- 1966 - Fabrizia Giuliani, filosofa, politica e scrittrice italiana
- 1966 - Jamie McShane, attore statunitense
- 1966 - Ney Franco, allenatore di calcio brasiliano
- 1966 - Nicolas Tabary, fumettista e grafico francese
- 1966 - Stefano Tosi, ex cestista italiano
- 1966 - Anna Wood, ex canoista olandese
- 1967 - Pat Badger, bassista statunitense
- 1967 - Irene Bedard, attrice e doppiatrice statunitense
- 1967 - Nail Beširović, ex calciatore bosniaco
- 1967 - Svetlana Fedotkina, ex pattinatrice di velocità su ghiaccio russa
- 1967 - Alex Fernandez, attore statunitense
- 1967 - Rhys Ifans, attore gallese
- 1967 - Monique Javer, ex tennista britannica
- 1967 - Daniele Moschioni, politico italiano
- 1967 - Carmine Nunziata, allenatore di calcio e ex calciatore italiano
- 1967 - James Oswald, allevatore e scrittore britannico
- 1967 - Gianluigi Pasquale, teologo italiano
- 1968 - Giuseppe Battiston, attore e regista italiano
- 1968 - Arno Geiger, scrittore e drammaturgo austriaco
- 1968 - Mizuko Itō, antropologa giapponese
- 1968 - Caterina Ruggeri, giornalista e conduttrice televisiva italiana
- 1969 - Federica Balestrieri, giornalista e conduttrice televisiva italiana
- 1969 - Claudio Bandini, fantino italiano
- 1969 - Jason Becker, chitarrista e musicista statunitense
- 1969 - Danira Nakić, ex cestista jugoslava
- 1969 - Cesare Casella, italiano
- 1969 - Alfonso Dulanto, ex calciatore peruviano
- 1969 - Daniel Grigore, ex schermidore rumeno
- 1969 - Ivica Jozić, ex calciatore bosniaco
- 1969 - Andreas Kertesz, ex schermidore svedese
- 1969 - Teresa Machado, discobola e pesista portoghese († 2020)
- 1969 - Giovanni Manildo, politico italiano
- 1969 - Diana-Maria Riva, attrice statunitense
- 1969 - James Arnold Taylor, attore e doppiatore statunitense
- 1969 - Despoina Vandī, cantante greca
- 1969 - Ronny Weller, ex sollevatore tedesco
- 1970 - Cristian Brenna, arrampicatore e alpinista italiano († 2025)
- 1970 - Deborah Calì, attrice italiana
- 1970 - Leonore Capell, attrice tedesca
- 1970 - Mike Ferguson, politico statunitense
- 1970 - Magdalena Jeziorowska, ex schermitrice polacca
- 1970 - Masaki Kamoshida, giocatore di football americano giapponese
- 1970 - Michael Liekmeier, ex bobbista tedesco
- 1970 - Yuriko Mizuma, ex calciatrice giapponese
- 1970 - Erling Moe, allenatore di calcio norvegese
- 1970 - Kaitano Tembo, dirigente sportivo, allenatore di calcio e ex calciatore zimbabwese
- 1970 - Éric Villiard, ex sciatore alpino canadese
- 1970 - Scott Wiper, regista, sceneggiatore e attore statunitense
- 1970 - Jonathan Zaccaï, regista, attore e sceneggiatore belga
- 1970 - Sergej Zubov, allenatore di hockey su ghiaccio e ex hockeista su ghiaccio russo
- 1971 - Adam Cooper, ballerino, attore e coreografo britannico
- 1971 - Massimiliano Corrado, ex calciatore italiano
- 1971 - Cyril Domoraud, ex calciatore ivoriano
- 1971 - Kristine Lilly, ex calciatrice statunitense
- 1971 - Iván Ortega, ex pentatleta messicano
- 1971 - Mikheil Q'avelashvili, politico e ex calciatore georgiano
- 1971 - Piero Ricca, blogger italiano
- 1971 - Akhil Sharma, scrittore statunitense
- 1971 - Luís Miguel, allenatore di calcio e ex calciatore angolano
- 1972 - Franco Battaini, pilota motociclistico italiano
- 1972 - Sebastiano Colla, attore italiano
- 1972 - Colin Ferguson, attore e regista canadese
- 1972 - Andrew Holness, politico giamaicano
- 1972 - Angela Little, modella e attrice statunitense
- 1972 - Nora Mebarek, politica francese
- 1972 - Gerlandino Messina, mafioso italiano
- 1972 - Oleg Mutu, direttore della fotografia moldavo
- 1972 - Nataša Ninković, attrice serba
- 1972 - DJ Z-Trip, disc jockey e rapper statunitense
- 1973 - Petey Pablo, rapper statunitense
- 1973 - Jaime Camil, attore e doppiatore messicano
- 1973 - Raven Dauda, attrice canadese
- 1973 - Yanina Iannuzzi, ex schermitrice argentina
- 1973 - Aleksej Igudesman, violinista, compositore e direttore d'orchestra russo
- 1973 - Daniel Jones, musicista australiano
- 1973 - Venera Mannanova, sollevatrice russa († 2016)
- 1973 - Rufus Wainwright, cantautore statunitense
- 1973 - Ece Temelkuran, giornalista, scrittrice e attivista turca
- 1974 - Rimas Álvarez Kairelis, ex rugbista a 15 argentino
- 1974 - Geta Burlacu, cantautrice moldava
- 1974 - Antonio Castricone, politico italiano
- 1974 - Joel Cedergren, allenatore di calcio e ex calciatore svedese
- 1974 - Mogamed Ibragimov, ex lottatore azero
- 1974 - Paulo Jamelli, ex calciatore brasiliano
- 1974 - Franka Potente, attrice e cantante tedesca
- 1974 - Francisco Rojas, ex calciatore cileno
- 1974 - Claudio Santamaria, attore italiano
- 1974 - Gentian Stojku, allenatore di calcio e ex calciatore albanese
- 1974 - Johnny Strong, attore, musicista e artista marziale statunitense
- 1974 - Janie Wagstaff, ex nuotatrice statunitense
- 1975 - Corrado Azzollini, giornalista e produttore cinematografico italiano
- 1975 - Sonja Baum, attrice tedesca
- 1975 - Serafim Bărzakov, ex lottatore bulgaro
- 1975 - Raphael Chukwu, ex calciatore nigeriano
- 1975 - Libor Gerčák, ex giocatore di calcio a 5 ceco
- 1975 - Sam Jacobson, ex cestista statunitense
- 1975 - Ma Zongqing, ex cestista cinese
- 1975 - Alice Temperley, stilista inglese
- 1975 - Giuliana Toldo, ex pallavolista italiana
- 1975 - Carina Vitulano, ex arbitro di calcio italiana
- 1976 - Karen Cliche, attrice canadese
- 1976 - Papy Kimoto, ex calciatore della Repubblica Democratica del Congo
- 1976 - Kokia, cantante giapponese
- 1976 - Marco Maccarini, conduttore televisivo e conduttore radiofonico italiano
- 1976 - Nina Morić, supermodella, showgirl e personaggio televisivo croata
- 1976 - Janek Tombak, ex ciclista su strada estone
- 1977 - Joaquim Dos Santos, animatore, regista e produttore cinematografico portoghese
- 1977 - Marco Benevento, cantautore, pianista e compositore statunitense
- 1977 - Hennadij Bilodid, ex judoka ucraino
- 1977 - Claudio Charquero, ex cestista uruguaiano
- 1977 - Desmond Ferguson, ex cestista statunitense
- 1977 - Ezio Galon, allenatore di rugby a 15 e ex rugbista a 15 italiano
- 1977 - Mauro Gattinoni, politico e manager italiano
- 1977 - Alessandro Grandoni, allenatore di calcio e ex calciatore italiano
- 1977 - Gustavo Nery, ex calciatore brasiliano
- 1977 - Ingo Hertzsch, ex calciatore tedesco
- 1977 - Alessandro Lucarelli, dirigente sportivo e ex calciatore italiano
- 1977 - Jennie Löfgren, cantante e compositrice svedese
- 1977 - Roberto Stellone, allenatore di calcio e ex calciatore italiano
- 1978 - Agustín Alayes, ex calciatore argentino
- 1978 - Mohamed Alhousseini Alhassan, ex nuotatore nigerino
- 1978 - Damien Bonnard, attore francese
- 1978 - A. J. Cook, attrice e regista canadese
- 1978 - Kyōko Hasegawa, attrice giapponese
- 1978 - Jin Lipeng, ex cestista cinese
- 1978 - Francisco Pérez, ex ciclista su strada e mountain biker spagnolo
- 1978 - Anna Rigon, modella italiana
- 1978 - Dennis Rommedahl, ex calciatore danese
- 1978 - Andrew Faber, scrittore e poeta italiano
- 1979 - George Grey, ex fondista canadese
- 1979 - Agnès Martin-Lugand, scrittrice francese
- 1979 - Hayder Palacio, ex calciatore colombiano
- 1979 - Pedro Rivero, allenatore di pallacanestro e ex cestista spagnolo
- 1979 - Marián Sluka, allenatore di calcio e ex calciatore slovacco
- 1980 - Lauren Bittner, attrice statunitense
- 1980 - Gaetano Caridi, allenatore di calcio e ex calciatore italiano
- 1980 - Scott Dixon, pilota automobilistico neozelandese
- 1980 - Angela Gianolla, ex cestista e allenatrice di pallacanestro italiana
- 1980 - Dmitrij Kalinin, hockeista su ghiaccio russo
- 1980 - Dirk Kuijt, allenatore di calcio e ex calciatore olandese
- 1980 - Marco Marchionni, allenatore di calcio e ex calciatore italiano
- 1980 - Hisashi Mizutori, ex ginnasta e allenatore di ginnastica giapponese
- 1980 - Jérémy Moreau, allenatore di calcio e ex calciatore francese
- 1980 - Gaizka Saizar Lekuona, ex calciatore spagnolo
- 1980 - Sergio Santamaría, ex calciatore spagnolo
- 1980 - Kate Ryan, cantante belga
- 1981 - Rans Brempong, ex cestista canadese
- 1981 - Mantas Česnauskis, allenatore di pallacanestro e ex cestista lituano
- 1981 - Steffen Gebhardt, pentatleta tedesco
- 1981 - Kenny King, wrestler statunitense
- 1981 - Josh Lawson, attore australiano
- 1981 - Rogier Molhoek, allenatore di calcio e ex calciatore olandese
- 1981 - Alessandro Pellicori, allenatore di calcio e ex calciatore italiano
- 1981 - Clive Standen, attore britannico
- 1981 - Gökçek Vederson, ex calciatore brasiliano
- 1982 - Charles Alerte, ex calciatore haitiano
- 1982 - Moritz Binder, sceneggiatore tedesco
- 1982 - Anna Čičerova, altista russa
- 1982 - Mark Hominick, artista marziale misto e ex kickboxer canadese
- 1982 - Anton Kaliničenko, ex saltatore con gli sci russo
- 1982 - Dan Kennedy, ex calciatore statunitense
- 1982 - Sandrine Levet, arrampicatrice francese
- 1982 - Igor Lolo, ex calciatore ivoriano
- 1982 - Jeremiah Massey, ex cestista statunitense
- 1982 - Lafaele Moala, ex calciatore tongano
- 1982 - Lauren Morelli, scrittrice e autrice televisiva statunitense
- 1982 - Christian Napolitano, pallanuotista italiano
- 1982 - Yūzō Tashiro, ex calciatore giapponese
- 1983 - Miodrag Aksentijević, giocatore di calcio a 5 serbo
- 1983 - Jodi Albert, cantante e attrice britannica
- 1983 - Mo Charlo, ex cestista statunitense
- 1983 - Aldo de Nigris, ex calciatore messicano
- 1983 - Dries Devenyns, ex ciclista su strada belga
- 1983 - Fandango, wrestler statunitense
- 1983 - Juliana Felisberta, giocatrice di beach volley brasiliana
- 1983 - Je'Kel Foster, ex cestista statunitense
- 1983 - Álex Gadea, attore spagnolo
- 1983 - Clemens von Grumbkow, ex rugbista a 15 tedesco
- 1983 - Mohamed Hachad, ex cestista marocchino
- 1983 - Steven Jackson, ex giocatore di football americano statunitense
- 1983 - Seth Magaziner, politico statunitense
- 1983 - Ander Murillo, allenatore di calcio, dirigente sportivo e ex calciatore spagnolo
- 1983 - Reagan Noble, ex calciatore sudafricano
- 1983 - Pavlo Rozenberg, tuffatore tedesco
- 1983 - Jonas Sakuwaha, ex calciatore zambiano
- 1983 - Hernán Sandoval, ex calciatore guatemalteco
- 1983 - Sharni Vinson, attrice e ballerina australiana
- 1983 - William Volpicella, attore italiano
- 1983 - Maryam Zaree, attrice tedesca
- 1984 - Wilson Alegre, ex calciatore angolano
- 1984 - Wilberto Cosme, ex calciatore colombiano
- 1984 - Stewart Downing, ex calciatore inglese
- 1984 - Kinzie Kenner, ex attrice pornografica statunitense
- 1984 - Wolfgang Kieber, ex calciatore liechtensteinese
- 1984 - Elin Lanto, cantante pop svedese
- 1984 - Kaitinano Mwemweata, velocista, ostacolista e multiplista gilbertese
- 1984 - Darvydas Šernas, calciatore lituano
- 1984 - Oleh Šturbabin, schermidore ucraino
- 1985 - Jonathan Ayité, ex calciatore togolese
- 1985 - Sergej Sergeevič Davydov, ex calciatore russo
- 1985 - Ryan Dolan, cantante britannico
- 1985 - Boukary Dramé, ex calciatore francese
- 1985 - Randal Falker, ex cestista statunitense
- 1985 - Ben Foden, rugbista a 15 britannico
- 1985 - Oumar N'Diaye, ex calciatore mauritano
- 1985 - Takudzwa Ngwenya, rugbista a 15 zimbabwese
- 1985 - Emin Nouri, allenatore di calcio e ex calciatore svedese
- 1985 - Akira Tozawa, wrestler giapponese
- 1986 - Jolene Anderson, cestista statunitense
- 1986 - Anya, cantante rumena
- 1986 - Borys Baranec', ex calciatore ucraino
- 1986 - Iefke van Belkum, pallanuotista olandese
- 1986 - Enzo Borges, calciatore uruguaiano
- 1986 - Oreol Camejo, pallavolista cubano
- 1986 - Coleman Collins, ex cestista statunitense
- 1986 - Alexandra Daum, ex sciatrice alpina austriaca
- 1986 - Stevie Johnson, giocatore di football americano statunitense
- 1986 - Djakaridja Koné, ex calciatore ivoriano
- 1986 - Szandra Lajtos, pattinatrice di short track ungherese
- 1986 - Lang Zheng, calciatore cinese
- 1986 - Sergeý Larïn, allenatore di calcio e ex calciatore kazako
- 1986 - Sean Lee, giocatore di football americano statunitense
- 1986 - Marlon Mau, ex giocatore di football americano tedesco
- 1986 - Júnior Maranhão, calciatore brasiliano
- 1986 - Mrozu, cantante e produttore discografico polacco
- 1986 - Nilo Mur, attore spagnolo
- 1986 - Thunder Rosa, wrestler messicana
- 1986 - Thiego, calciatore brasiliano († 2016)
- 1986 - Fred Nelson de Oliveira, ex calciatore brasiliano
- 1987 - Debora Ballarini, rugbista a 15 italiana
- 1987 - Sam Bewley, ex pistard e ex ciclista su strada neozelandese
- 1987 - Xavier Báez, ex calciatore messicano
- 1987 - Andrea Cesarini, pallavolista italiano
- 1987 - Martina Codecasa, attrice e ex modella italiana
- 1987 - Denis Gargaud Chanut, canoista francese
- 1987 - Andrej Golubev, ex tennista russo
- 1987 - Laura Graves, cavallerizza statunitense
- 1987 - Louise Haigh, politica britannica
- 1987 - Charlotte Kalla, ex fondista svedese
- 1987 - Wanner Miller, ex altista colombiano
- 1987 - Guja Rukhaia, ex calciatore georgiano
- 1987 - Damjan Trifkovič, ex calciatore sloveno
- 1988 - Álvaro Arroyo, ex calciatore spagnolo
- 1988 - Filippo Baldassari, velista italiano
- 1988 - Chris Basham, ex calciatore inglese
- 1988 - Alex Caskey, ex calciatore statunitense
- 1988 - Paul Coutts, calciatore scozzese
- 1988 - Jedd Gardner, ex giocatore di football americano canadese
- 1988 - Thomas Kraft, ex calciatore tedesco
- 1988 - Sofia Larsson, discobola svedese
- 1988 - Rasa Leleivytė, ciclista su strada lituana
- 1988 - Yurïý Logvïnenko, ex calciatore kazako
- 1988 - Andrea Riley, ex cestista statunitense
- 1988 - Silvio Romero, calciatore argentino
- 1988 - Lorent Saleh, attivista venezuelano
- 1988 - George Santos, politico statunitense
- 1988 - Noriko Senge, principessa giapponese
- 1988 - Lisa Tomaschewsky, attrice tedesca
- 1988 - Yuriko Yoshitaka, attrice giapponese
- 1989 - Israel Adesanya, artista marziale misto, kickboxer e ex pugile nigeriano
- 1989 - Albin, cantante e rapper svedese
- 1989 - Keegan Allen, attore e cantante statunitense
- 1989 - Davide Ancelotti, allenatore di calcio italiano
- 1989 - Emmanouela Androulakī, ex cestista greca
- 1989 - Miguel Brocca, attore e modello messicano
- 1989 - Edgar Çani, calciatore albanese
- 1989 - Freddy Coronel, calciatore paraguaiano
- 1989 - Erixon Danso, ex calciatore olandese
- 1989 - Grant Gibbs, allenatore di pallacanestro e ex cestista statunitense
- 1989 - Svenja Greunke, cestista tedesca
- 1989 - Aleksandr Ivanov, sollevatore russo
- 1989 - Mohammed Jamal, calciatore emiratino
- 1989 - Daryl Janmaat, ex calciatore olandese
- 1989 - Tanju Kayhan, ex calciatore austriaco
- 1989 - Volodymyr Korobka, ex calciatore ucraino
- 1989 - Leandro Damião, ex calciatore brasiliano
- 1989 - Rory MacDonald, artista marziale misto canadese
- 1989 - Ralf de Pagter, cestista olandese
- 1989 - Andressa Picussa, pallavolista brasiliana
- 1989 - Véronique Pierron, pattinatrice di short track francese
- 1989 - Yon Tumarkin, attore israeliano
- 1989 - Walter Henrique da Silva, calciatore brasiliano
- 1989 - Keith Wright, cestista statunitense
- 1989 - Nádson da Silva Almeida, calciatore brasiliano
- 1990 - Camila Banus, attrice statunitense
- 1990 - Vincent Couturier, schermidore canadese
- 1990 - Milica Deura, cestista bosniaca
- 1990 - Kenneth Di Vita Jensen, calciatore norvegese
- 1990 - Juan Fernández, cestista argentino
- 1990 - Ieva Krastiņa, cestista lettone
- 1990 - Éverson Felipe Marques Pires, calciatore brasiliano
- 1990 - Sarah Michael, calciatrice nigeriana
- 1990 - Aleksandar Mitrović, cestista serbo
- 1990 - Park Hye-jin, cestista sudcoreana
- 1991 - Juan Bolaños, calciatore colombiano
- 1991 - Paul Bossi, calciatore lussemburghese
- 1991 - Tiago Brito, giocatore di calcio a 5 portoghese
- 1991 - Ante Budimir, calciatore croato
- 1991 - Théo Cholbi, attore francese
- 1991 - Kenny Elissonde, ciclista su strada francese
- 1991 - Simon Friedli, bobbista, velocista e ostacolista svizzero
- 1991 - Miralem Halilović, cestista bosniaco
- 1991 - Matty James, calciatore inglese
- 1991 - Marjan Jelenko, ex combinatista nordico sloveno
- 1991 - Tomi Jurić, calciatore australiano
- 1991 - Joslin Kamatuka, calciatore namibiano
- 1991 - Andrea Micheletti, canottiere italiano
- 1991 - Nicolás Rodríguez, calciatore uruguaiano
- 1991 - Tennys Sandgren, ex tennista statunitense
- 1991 - Keenan Tracey, attore canadese
- 1991 - Ahmad Maher Wridat, calciatore palestinese
- 1991 - Ababel Yeshaneh, maratoneta e mezzofondista etiope
- 1992 - Tala Abujbara, canottiera qatariota
- 1992 - Dane Bird-Smith, marciatore australiano
- 1992 - Rodrigo Cabalucci, calciatore argentino
- 1992 - Afia Charles, velocista antiguo-barbudana
- 1992 - Ibrahima Dabo, calciatore malgascio
- 1992 - Quinton Dunbar, ex giocatore di football americano statunitense
- 1992 - Federico Fattori, calciatore argentino
- 1992 - Selena Gomez, attrice, cantante e imprenditrice statunitense
- 1992 - Lucas Alves de Araújo, calciatore brasiliano
- 1992 - Franco Platero, hockeista su pista argentino
- 1992 - Paolo Rozzio, calciatore italiano
- 1992 - Jannik Schümann, attore tedesco
- 1992 - Cavid Tağıyev, calciatore azero
- 1992 - Axel Toupane, cestista francese
- 1992 - Korrin Wild, pallavolista statunitense
- 1993 - Christoffer Aasbak, calciatore norvegese
- 1993 - Mami Ashino, pallavolista giapponese
- 1993 - Emil Atlason, calciatore islandese
- 1993 - Paddy Barrett, calciatore irlandese
- 1993 - Amber Beattie, attrice britannica
- 1993 - Bruno Cantanhede, calciatore brasiliano
- 1993 - Israel Coll, calciatore argentino
- 1993 - Christine Giampaoli Zonca, pilota di rally italiana
- 1993 - C.J. Ham, giocatore di football americano statunitense
- 1993 - Nicolas Leibundgut, giocatore di football americano svizzero
- 1993 - Thembinkosi Lorch, calciatore sudafricano
- 1993 - Arianna Pittavino, calciatrice italiana
- 1993 - Gianluca Pozzatti, triatleta italiano
- 1993 - Daniel Starkey, ex pallavolista statunitense
- 1993 - Tia-Clair Toomey, sollevatrice e bobbista australiana
- 1993 - Dzhokhar e Tamerlan Tsarnaev, terrorista russo
- 1993 - Anthony Walker, cestista statunitense
- 1994 - Daniel Álvarez López, calciatore messicano
- 1994 - Manuel Battistini, calciatore sammarinese
- 1994 - T.J. Cline, cestista statunitense
- 1994 - Isabelle Cornish, attrice e modella australiana
- 1994 - Benjámin Cseke, calciatore ungherese
- 1994 - Deadrin Senat, giocatore di football americano statunitense
- 1994 - Shane Hammink, ex cestista olandese
- 1994 - Ári Jónsson, calciatore faroese
- 1994 - Kim Ji-soo, skeletonista sudcoreano
- 1994 - Rasoul Mozafari, cestista iraniano
- 1994 - Lorenzo Perini, ostacolista italiano
- 1994 - Cédric Revol, judoka francese
- 1994 - Álvaro Rodríguez Pérez, calciatore spagnolo
- 1994 - Sigurd Rosted, calciatore norvegese
- 1994 - Jaz Sinclair, attrice statunitense
- 1994 - Žiga Škoflek, calciatore sloveno
- 1994 - Ayrton Statie, calciatore olandese
- 1994 - Shiori Yasuma, cestista giapponese
- 1994 - Pietro Zazzi, sciatore alpino italiano
- 1995 - Karen Aslanian, lottatore armeno
- 1995 - Junior Assoumou, calciatore francese
- 1995 - Perris Benegas, ciclista di BMX statunitense
- 1995 - Anežka Drahotová, marciatrice e mezzofondista ceca
- 1995 - Ezekiel Elliott, giocatore di football americano statunitense
- 1995 - Adnan Golubović, calciatore sloveno
- 1995 - Armaan Malik, cantante indiano
- 1995 - Tiziano Mazzone, pallavolista italiano
- 1995 - Marília Mendonça, cantante, cantautrice e musicista brasiliana († 2021)
- 1995 - Taras Miščuk, canoista ucraino
- 1995 - Aubrey Modiba, calciatore sudafricano
- 1995 - Fernando Núñez, calciatore argentino
- 1995 - Jonathan Owens, giocatore di football americano statunitense
- 1995 - Barbara Rutz, schermitrice polacca
- 1995 - Jonathan Scherzer, calciatore austriaco
- 1995 - Aleksandar Vukotić, calciatore serbo
- 1995 - Ruslan Šaveddinov, attivista, giornalista e blogger russo
- 1996 - Aziz Abdel Massih, cestista libanese
- 1996 - Mauricio Baldivieso, ex calciatore boliviano
- 1996 - Kamil Dankowski, calciatore polacco
- 1996 - Skyler Gisondo, attore statunitense
- 1996 - Indy Groothuizen, calciatore olandese
- 1996 - Christian Ilić, calciatore croato
- 1996 - Vishal Kaith, calciatore indiano
- 1996 - Kim Ji-hyeon, calciatore sudcoreano
- 1996 - Matej Marković, calciatore croato
- 1996 - Luka Menalo, calciatore bosniaco
- 1996 - Tobias Mølgaard, calciatore danese
- 1996 - William, rapper finlandese
- 1996 - Armon Watts, giocatore di football americano statunitense
- 1996 - Yang Hengyu, schermitrice cinese
- 1997 - Juan Cruz Bolado, calciatore argentino
- 1997 - Walter Bracamonte, calciatore argentino
- 1997 - Louis Cassier, cestista francese
- 1997 - Field Cate, attore statunitense
- 1997 - Francesca Di Lorenzo, tennista statunitense
- 1997 - Fergus Riordan, attore spagnolo
- 1997 - Farès Ferjani, schermidore tunisino
- 1997 - Fabian Gratz, sciatore alpino tedesco
- 1997 - Ronaldo Tavares, calciatore portoghese
- 1997 - Marco Timperi, cestista italiano
- 1997 - Aleks Vlah, pallamanista sloveno
- 1997 - Roland Černák, calciatore slovacco
- 1997 - Kārlis Šiliņš, cestista lettone
- 1998 - Daniel Anyembe, calciatore danese
- 1998 - Ben Bartch, giocatore di football americano statunitense
- 1998 - Francesca Baruzzi, sciatrice alpina argentina
- 1998 - Nicolas Basin, ex calciatore francese
- 1998 - Mihail Caimacov, calciatore moldavo
- 1998 - Michele Cevoli, calciatore sammarinese
- 1998 - Alex Colman, ciclista su strada e ciclocrossista belga
- 1998 - Marc Cucurella, calciatore spagnolo
- 1998 - Thomas Dorner, ex sciatore alpino austriaco
- 1998 - Paul Jaeckel, calciatore tedesco
- 1998 - Khairul Hafiz Jantan, velocista malaysiano
- 1998 - Josete Miranda, calciatore spagnolo
- 1998 - Dylan Ouedraogo, calciatore francese
- 1998 - Madison Pettis, attrice statunitense
- 1998 - Osaro Jürgen Rich, cestista tedesco
- 1998 - Patrick Schmidt, calciatore austriaco
- 1998 - Tyler Shelvin, giocatore di football americano statunitense
- 1998 - Roman Tugarev, calciatore russo
- 1998 - Federico Valverde, calciatore uruguaiano
- 1998 - Alexandru Vodă, calciatore rumeno
- 1999 - Dylan Affo Mama, cestista francese
- 1999 - Josué Casimir, calciatore francese
- 1999 - Simon Elisor, calciatore francese
- 1999 - Katie Fleckenstein, sciatrice alpina canadese
- 1999 - Yohan Marmot, calciatore francese
- 1999 - Richard Mina, calciatore ecuadoriano
- 1999 - Miwa Morikawa, lottatrice giapponese
- 1999 - Letizia Paternoster, pistard e ciclista su strada italiana
- 1999 - María Isabel Rodríguez, calciatrice spagnola
- 1999 - Alexis Sosa, calciatore argentino
- 2000 - Dario Dester, multiplista italiano
- 2000 - Anna-Karin Heijdenberg, biatleta svedese
- 2000 - Temur Kuybokarov, scacchista uzbeko
- 2000 - Garrett Wilson, giocatore di football americano statunitense

## XXI secolo(18)
- 2001 - Daniel Barrea, calciatore argentino
- 2001 - Daniel Dumbrăvanu, calciatore moldavo
- 2001 - Elizabeth Hosking, snowboarder canadese
- 2001 - Nathan Opoku, calciatore ghanese
- 2001 - Yahcuroo Roemer, calciatore olandese
- 2001 - Casper van Uden, ciclista su strada e pistard olandese
- 2002 - Jules Bouyer, tuffatore francese
- 2002 - Yoann Cathline, calciatore francese
- 2002 - Álvaro García Pascual, calciatore spagnolo
- 2002 - Jakub Szymański, ostacolista polacco
- 2002 - Pablo Monroy, calciatore messicano
- 2002 - Diyor Xolmatov, calciatore uzbeko
- 2003 - Gan Ching Hwee, nuotatrice singaporiana
- 2004 - Yankuba Minteh, calciatore gambiano
- 2004 - Danil Vasil'ev, saltatore con gli sci kazako
- 2005 - Hossam Essadak, calciatore marocchino
- 2006 - Javon Walton, attore e pugile statunitense
- 2013 - George di Galles, principe britannico